# Faysville, Texas
Faysville là một nơi ấn định cho điều tra dân số (CDP) thuộc quận Hidalgo, tiểu bang Texas, Hoa Kỳ. Năm 2010, dân số của nơi này là 439 người.

## Dân số
- Dân số năm 2000: 348 người.
- Dân số năm 2010: 439 người.